# Polska Formuła 3 Sezon 1995
1995 – szósty sezon Polskiej Formuły 3. Był rozgrywany w ramach WSMP jako klasa E2000.

## Zwycięzcy
| Runda | Data           | Tor    | Pole position     | Najszybsze okrążenie | Zwycięzca (kierowcy) | Zwycięzca (zespoły)        |
| ----- | -------------- | ------ | ----------------- | -------------------- | -------------------- | -------------------------- |
| 1     | 29–30 kwietnia | Poznań | Krzysztof Woźniak | ?                    | Jarosław Wierczuk    | Automobilklub Wielkopolski |
| 2     | 13–14 maja     | Poznań | Krzysztof Woźniak | ?                    | Krzysztof Woźniak    | Automobilklub Wielkopolski |
| 3     | 16–17 czerwca  | Kielce | Krzysztof Woźniak | ?                    | Jarosław Wierczuk    | Automobilklub Wielkopolski |
| 4     | 8–9 lipca      | Poznań | Krzysztof Woźniak | ?                    | Jarosław Wierczuk    | ICL                        |
| 5     | 15–16 września | Kielce | Tomasz Szczęsny   | ?                    | Artur Glinczewski    | Automobilklub Warszawski   |
| 6     | 1 października | Poznań | Jarosław Wierczuk | ?                    | Niclas Björk         | Niclas Björk               |
| 7     | 1 października | Poznań | Jarosław Wierczuk | ?                    | Ulf Johansson        | Ulf Johansson              |

## Klasyfikacja kierowców
| Legenda oznaczeń w tabelach wyników Wyświetl szablon na nowej stronie | Legenda oznaczeń w tabelach wyników Wyświetl szablon na nowej stronie                                                                     |
| Oznaczenie                                                            | Wyjaśnienie |
| --------------------------------------------------------------------- | --- |
| Złoty                                                                 | Zwycięzca lub mistrzostwo |
| Srebrny                                                               | 2. miejsce lub wicemistrzostwo |
| Brązowy                                                               | 3. miejsce lub II wicemistrzostwo |
| Zielony                                                               | Ukończył, punktował (w klasyfikacji generalnej, gdy zdobył co najmniej jeden punkt na przestrzeni sezonu, poza trzema powyższymi opcjami) |
| Niebieski                                                             | Ukończył, nie punktował (w klasyfikacji generalnej, gdy nie zdobył co najmniej jednego punktu na przestrzeni sezonu)                      |
| Czerwony                                                              | Nie zakwalifikował się (NZ) |
| Czerwony                                                              | Nie prekwalifikował się (NPK) |
| Różowy                                                                | Nie ukończył (NU) |
| Różowy                                                                | Niesklasyfikowany (NS) (w klasyfikacji generalnej, gdy nie został sklasyfikowany w żadnym wyścigu sezonu)                                 |
| Czarny                                                                | Zdyskwalifikowany (DK) |
| Czarny                                                                | Wykluczony (WYK/EX) |
| Biały                                                                 | Nie wystartował (NW) |
| Biały                                                                 | Kontuzjowany (K/INJ) |
| Biały                                                                 | Wyścig odwołany (OD/C) |
| Bez koloru                                                            | Został wycofany (WYC/WD) |
| Bez koloru                                                            | Nie przybył (NP/DNA) |
| Bez koloru                                                            | Nie brał udziału w treningach (NT/DNP) |
| Bez koloru                                                            | Nie został zgłoszony (–) |
| Pogrubienie                                                           | Start z pole position |
| Kursywa                                                               | Najszybsze okrążenie wyścigu |
| †                                                                     | Nie ukończył, ale jego rezultat został zaliczony ze względu na przejechanie więcej niż 90% dystansu wyścigu.                              |
| *                                                                     | Sezon w trakcie |
| 1/2/3                                                                 | Punktowana pozycja w sprincie kwalifikacyjnym                                                                                             |
| Lista systemów punktacji Formuły 1                                    | |

| Poz.                                          | Kierowca            | Zespół                      | POZ | POZ | KIE | POZ | KIE | POZ | POZ | Punkty |
| --------------------------------------------- | ------------------- | --------------------------- | --- | --- | --- | --- | --- | --- | --- | ------ |
| 1                                             | Jarosław Wierczuk   | ICL                         | 1   | 2   | 1   | 1   | -   | NU  | NU  | 75     |
| 2                                             | Ryszard Luciński    | Castrol Racing Team         | -   | 3   | 3   | 5   | 4   | 2   | -   | 66     |
| 3                                             | Krzysztof Woźniak   | Esso                        | 4   | 1   | 2   | 2   | -   | DK  | NU  | 60     |
| 4                                             | Tomasz Szczęsny     | Hollywood                   | 2   | 6   | 4   | -   | 6   | 2   | -   | 57     |
| 5                                             | Rafał Podolski      | Elf Lubrifiants Polska      | NU  | 4   | NU  | 7   | 3   | 4   | 5   | 54     |
| 6                                             | Mirosław Krachulec  | Automobilklub Częstochowski | 3   | 5   | 7   | 6   | 5   | 8   | -   | 48     |
| 7                                             | Artur Skwarzyński   | Castrol Racing Team         | NW  | NU  | 6   | 9   | 8   | 3   | 4   | 43     |
| 8                                             | Hieronim Kochański  | Automobilklub Rzemieślnik   | NU  | 10  | -   | 8   | 2   | 7   | 7   | 36     |
| 9                                             | Jacek Szmidt        | Automobilklub Toruński      | 5   | 8   | -   | -   | -   | 6   | 8   | 25     |
| 10                                            | Artur Glinczewski   | Automobilklub Morski        | NU  | -   | -   | -   | 1   | -   | -   | 20     |
| 11                                            | Wojciech Gąsecki    | Automobilklub Morski        | NU  | 9   | 5   | 10  | -   | -   | 9   | 17     |
| 12                                            | Józef Gutmacher     | Automobilklub Szczeciński   | NU  | -   | -   | -   | -   | -   | 6   | 10     |
| 13                                            | Wacław Podolski     | Elf Lubrifiants Polska      | -   | -   | -   | -   | -   | 8   | 10  | 7      |
| 14                                            | Wojciech Bełtowski  | Automobilklub Krakowski     | -   | 7   | -   | -   | -   | -   | -   | 4      |
| 15                                            | Krzysztof Jugowski  | Automobilklub Kielecki      | -   | -   | -   | -   | 7   | -   | -   | 4      |
| Kierowcy niedopuszczeni do zdobywania punktów |                     |                             |     |     |     |     |     |     |     |        |
| NS                                            | Niclas Björk        | Niclas Björk                | -   | -   | -   | -   | -   | 1   | 3   | 0      |
| NS                                            | Ulf Johansson       | Ulf Johansson               | -   | -   | -   | -   | -   | -   | 1   | 0      |
| NS                                            | Wiktor Kozankow     | West Canopus Castrol        | -   | -   | 3   | -   | -   | -   | -   | 0      |
| NS                                            | Aleksandr Potiechin | West Canopus Castrol        | -   | -   | 4   | -   | -   | -   | -   | 0      |